# Lionel Cristol
Pour les articles homonymes, voir Cristol.
Lionel Cristol est un footballeur puis entraîneur français né le 17 août 1963 à Montpellier dans le département de l'Hérault. Il évolue au poste de défenseur du milieu des années 1980 au début des années 1990.
Formé au Montpellier PSC, Lionel Cristol joue principalement en faveur du club voisin de l'Olympique d'Alès.

## Biographie
Lionel Cristol commence le football au Stade Lunaret, club de quartier de Montpellier puis, rejoint le centre de formation du Montpellier PSC qui vient d'être créé. Il fait ses débuts en équipe réserve en 1981 et, dispute lors de cette saison quatre rencontres de Division 3. Il intègre l'équipe première du club lors de la saison 1983-1984.
Non utilisé les deux années suivantes, il rejoint en 1985 le club voisin de l'AS Béziers avec qui il joue une saison, puis signe à l'Olympique d'Alès. Après quatre saisons au club alésien, il s'engage avec le Cercle Dijon pour une saison, puis termine sa carrière au Perpignan FC en 1993.
Au total, il dispute 242 matchs en Division 2, inscrivant six buts dans ce championnat. Il devient ensuite entraîneur et directeur d'une école de commerce.